# چهار حقیقت شریف
چهار حقیقت شریف یا چهار حقیقت آریایی (سانسکریت: चत्वारि आर्यसत्यानि catvāri āryasatyāni) را آموزه اصلی سنت بودایی دانسته‌اند که قالبی مفهومی برای تمامی اندیشه‌های بودایی به‌دست می‌دهد. این چهار اصل، سرشت رنج (دوکهه)، علت آن، توقف رنج، و راهی که به گسست از رنج می‌انجامد را توضیح می‌دهند.
چهار حقیقت می‌خواهند بگویند: زندگی پر از رنج است، رنج از وابستگی می‌آید، می‌توان از این رنج آزاد شد، و برای رسیدن به این آزادی، باید راه هشت‌گانهٔ بودا را در زندگی تمرین کرد.
درک چهار حقیقت شریف، هسته اصلی آموزه بودا را تشکیل می‌دهد.
این چهار حقیقت شریف عبارتند از:
| رنج Dukkha           | بودا می‌گوید: «زائیده شدن رنج است؛ پیری رنج است؛ بیماری رنج است؛ مرگ رنج است؛ اندوه، زاری و درد، پریشانی و ناامیدی رنج‌اند. نرسیدن به آنچه شخص دوست می‌دارد رنج است.» ویژگی رنج، یکی از سه نشانه هستی trilakṣaṇa است. دوکَه، نه تنها بر رنج به معنای احساس‌های ناخوشایند دلالت دارد، بلکه اشاره است به هر چیزی، چه مادی و چه روانی، که مشروط است، و دستخوش پیدایش و از میان رفتن است، و شامل پنج انبوهه skandha است، و حالت رهایی نیست. پس هر لذت معرفتی رنج است زیرا دستخوش پایان‌یافتگی است. |
| خاستگاه رنج Samudaya | دلیل رنج دیدن، تمایلات نفسانی است. دوُکه به دلیل میل و تشنگی tṛṣṇā پیدا می‌شود. سه نوع تشنگی (میل) قابل بازشناسی است: ۱ - تشنگی کام kama tanha که تشنگی حواس پنج‌گانه و تمایل به لذت‌های جسمانی است. ۲-تشنگیِ بودن bhava tanha تمایل به وجود و بقا و باقی‌ماندن وضعیت حاضر و همچنین تمایل به وجود در وضعیت‌هایی دیگر که با واژه‌هایی چون «ای کاش» بیان می‌شود. ۳- تشنگیِ نبودن vibhava tanha که تمایل به نبودن در وضعیت کنونی و همچنین تمایل به نبودن در وضعیتی دیگر است و با واژه‌هایی چون «ای کاش هیچ‌وقت … نباشم.» تمایل به مرگ نیز در این زمره می‌گنجد. تمامی رنج انسانی پیامدی است از این سه شکل از تمایل. این سه تمایل به نوبه خود در پی ناآگاهی و نادانی به وجود می‌آیند، ناآگاهی‌ای که به تشکیل مفهوم «من» در انسان انجامیده‌است. |
| توقف رنج Nirodha     | بریدن از رنج‌ها با بریدن از تمایلات نفسانی دست‌یافتنی است و این حقیقت سوم می‌گوید که هر انسان توان بریدن از رنج‌ها را در خود دارد. گسست از رنج‌ها را در آیین بودا، روشنایی، بیداری، و خاموشی (نیروانا) شعله رنج نیز می‌گویند. برای رسیدن به این حالت، انسان باید درک کند که راه رسیدن به خوشبختی راستین از طریق دنبال کردن تمایلات و تشنگی‌ها میسر نمی‌شود بلکه با پذیرش واقعیت خود و گسست از تشنگی‌ها به‌دست می‌آید. |
| راه توقف رنج Magga   | راه توقف رنج راه اصیل هشتگانه نام دارد. این راه عبارت است از: دیدگاه درست، نیت درست، گفتار درست، کردار درست، معاش درست، کوشش درست، اندیشه درست، و تمرکز درست. |

چهار حقیقت شریف را در فارسی «چهار حقیقت جلیل» و «چهار حقیقت فاخر» نیز نوشته‌اند اما برابر دقیق‌تر برای واژه «آریه» سانسکریت واژه شریف است.
چهار حقیقت بودا را می‌توان نقطهٔ آغاز شناخت آیین او دانست. بودا با این آموزه‌ها تلاش کرد توضیح دهد که چرا زندگی سرشار از نارضایتی و رنج است و راه رهایی از آن چیست.
اولین نکته‌ای که بودا مطرح می‌کند این است که زندگی همیشه با رنج و ناکامی همراه است. حتی چیزهایی که خوشایندند هم پایدار نیستند و وقتی تغییر می‌کنند یا از دست می‌روند، رنج ایجاد می‌شود. دومین حقیقت این است که سرچشمهٔ این رنج، عطش و وابستگی انسان است: عطش به لذت‌ها، به بودن یا حتی به نبودن. این دل‌بستگی‌ها باعث می‌شوند ذهن ما مدام در چرخهٔ کشش و گریز گرفتار بماند.
سومین حقیقت امیدبخش‌تر است: این چرخه می‌تواند متوقف شود. اگر این عطش خاموش شود، رنج هم از میان می‌رود و انسان به آزادی و آرامش دست پیدا می‌کند. حقیقت چهارم هم راه رسیدن به این آزادی را نشان می‌دهد: «راه اصیل هشت‌گانه». این راه شامل شیوه‌هایی مانند درست اندیشیدن، درست گفتن، درست عمل کردن، داشتن شیوهٔ زندگی درست، تلاش و پشتکار درست، توجه و آگاهی درست، تمرکز و مراقبهٔ درست، و در نهایت فهم درست است. این مسیر ترکیبی از اخلاق، انضباط ذهنی و بینش است که باید در زندگی روزمره تمرین شود.
این حقایق فقط یک چارچوب نظری نیستند، بلکه باید به‌طور شخصی تجربه شوند. در سنت‌های مختلف بودایی برداشت‌های گوناگونی از آنها وجود دارد. برای نمونه، در «تراوادا» باور بر این است که درک عمیق چهار حقیقت خودش می‌تواند انسان را رها کند. در «مهایانه» اما، علاوه بر چهار حقیقت، مفاهیمی مانند «تهیگی» و مسیر بوداسَف (کسی که برای رهایی همهٔ موجودات تلاش می‌کند) نقش پررنگ‌تری دارند.
در دوران مدرن، به‌ویژه از قرن نوزدهم به بعد، وقتی غربی‌ها شروع به مطالعهٔ آیین بودا کردند، این چهار حقیقت را به عنوان هستهٔ مرکزی بودیسم معرفی کردند. گاهی هم آنها را با تفسیرهای تازه و مدرن بازخوانی کردند که با سنت‌های تاریخی بودایی در آسیا تفاوت داشت.

## چهار حقیقت

### مجموعه کامل – سوره به حرکت درآوردن چرخ آیین
چهار حقیقت بیشتر از طریق ارائه آنها در متن Dhammacakkappavattana Sutta شناخته شده‌اند، که حاوی دو مجموعه از چهار حقیقت است، در حالی که مجموعه‌های مختلف دیگری را می‌توان در مجموعه متون پالی، مجموعه‌ای از متون مقدس در سنت بودایی ترواده، یافت. مجموعه کامل، که معمولاً در تفاسیر مدرن استفاده می‌شود، دارای خطاهای دستوری است که به منابع متعدد برای این مجموعه و مشکلات ترجمه در جامعه بودایی باستان اشاره دارد. با این وجود، سنت پالی آنها را صحیح می‌دانست و تصحیحشان نکرد.
بر اساس سنت بودایی، Dhammacakkappavattana Sutta، «به حرکت درآوردن چرخ آیین»، حاوی نخستین آموزه‌هایی است که بودا پس از رسیدن به بیداری کامل و رهایی از بازپیدایی ارائه داد. به گفته L. S. Cousins، بسیاری از محققان بر این عقیده‌اند که «این گفتار تنها در تاریخ‌های بعد به عنوان اولین خطبه بودا شناخته شد»، و به گفته کارول اس. اندرسون، استاد دین، چهار حقیقت ممکن است در اصل بخشی از این سوره نبوده باشند، بلکه بعداً در برخی نسخه‌ها به آن اضافه شده‌اند. در این گفتار، چهار حقیقت اصیل به شرح زیر آمده است («bhikkhus» معمولاً به «راهبان بودایی» ترجمه می‌شود):
 اینک، ای راهبان، این است حقیقت اصیل رنج: زایش رنج است، پیری رنج است، بیماری رنج است، مرگ رنج است؛ همراهی با آنچه ناخوشایند است رنج است؛ جدایی از آنچه خوشایند است رنج است؛ نرسیدن به آنچه فرد می‌خواهد رنج است؛ به طور خلاصه، پنج انباشت که موضوع وابستگی‌اند، رنج هستند.
اینک، ای راهبان، این است حقیقت اصیل خاستگاه رنج: این همان عطش [taṇhā، «تشنگی»] است که به باز-پدید آمدن می‌انجامد، همراه با لذت و شهوت، و در هر سو به دنبال لذت است؛ یعنی، عطش برای لذت‌های حسی، عطش برای شدن، عطش برای نشدن.
اینک، ای راهبان، این است حقیقت اصیل توقف رنج: این همان محو و توقف بی باقی‌ماندهٔ همان عطش است، دست کشیدن و رها کردن آن، آزادی از آن، و عدم اتکا به آن است.
اینک، ای راهبان، این است حقیقت اصیل راهی که به توقف رنج می‌انجامد: این همان راه اصیل هشت‌گانه است؛ یعنی، نگرش درست، نیت درست، گفتار درست، کردار درست، معاش درست، کوشش درست، ذهن‌آگاهی درست، تمرکز درست.
بر اساس این سوره، با درک کامل این چهار حقیقت، رهایی از چرخه بازپیدایی به دست آمد:
دانش و بینش در من پدیدار شد: 'رهایی من بی‌سبب است. این آخرین زایش است. اکنون دیگر شدنی در کار نیست.'
درک این چهار حقیقت توسط مخاطبانش منجر به گشوده شدن «چشم آیین» می‌شود، یعنی دستیابی به نگرش درست:
هر آنچه زاییدنی است، نابود شدنی است.

## نکات توضیحی
چهار حقیقت شریف سنگ بنای تفکر بودایی است، اما بسیاری از مقالات و منابع صرفاً به بیان کلیات آن بسنده می‌کنند. در ادامه به نکاتی عمیق‌تر در این مورد اشاره می‌شود:
۱. حقیقت اول (Dukkha) صرفاً به معنای «رنج» نیست.
بسیاری از ترجمه‌ها، واژه پالی *Dukkha* را به «رنج» برمی‌گردانند که گرچه نادرست نیست، اما ناقص است. این واژه معنایی بسیار گسترده‌تر و فلسفی‌تر دارد.
ناخشنودی و عدم رضایت بنیادین: به گفته‌ی پژوهشگرانی چون **روپرت گتین (Rupert Gethin)** در کتاب "مبانی بودیسم"، *Dukkha* بیشتر به یک «عدم رضایت» یا «ناخوشایندی» ذاتی اشاره دارد که حتی در لحظات لذت‌بخش نیز وجود دارد. این به دلیل ناپایداری (Anicca) همه چیز است. لذت‌ها موقتی هستند و آگاهی از این موقتی بودن، خود نوعی *Dukkha* است.
- سه سطح از Dukkha:** منابع عمیق‌تر به سه نوع *Dukkha* اشاره می‌کنند که معمولاً در مقالات عمومی ذکر نمی‌شود:

۱. Dukkha-dukkha (رنجِ رنج):** دردهای آشکار فیزیکی و روانی مانند بیماری، پیری، مرگ و از دست دادن.
۲. Viparinama-dukkha (رنجِ تغییر):** رنجی که از ناپایداری و تغییر پدیده‌های لذت‌بخش ناشی می‌شود. شادی‌ها و خوشی‌ها پایان می‌یابند و این خود منشأ ناخشنودی است.
۳. Sankhara-dukkha (رنجِ هستی مشروط):** این عمیق‌ترین سطح است و به عدم رضایت ذاتی ناشی از خودِ «وجود» و وابستگی به پنج اسکنده (skandhas) یا همان اجزای سازنده هستی (شکل، احساس، ادراک، صورت‌های ذهنی و آگاهی) اشاره دارد
۲. حقیقت دوم (Samudāya) فراتر از «میل» است.
حقیقت دوم معمولاً به عنوان «خاستگاه رنج، میل و عطش (Taṇhā) است» ترجمه می‌شود. اما این «عطش» سه جنبه مشخص دارد که کمتر به آن‌ها پرداخته می‌شود:
- Kama-tanha (عطش به لذات حسی):** میل به دیدنی‌ها، شنیدنی‌ها، بوها، طعم‌ها و لامسه‌های خوشایند.
- Bhava-tanha (عطش به شدن و وجود):** این میلی عمیق‌تر برای ادامه یافتن، هویت داشتن و تبدیل شدن به چیزی است. میل به جاودانگی، شهرت و تثبیت «خود» در این دسته قرار می‌گیرد.
- **Vibhava-tanha (عطش به نشدن و نابودی):** این جنبه‌ی کمتر شناخته‌شده، میل به نابودی و خلاص شدن از یک موقعیت ناخوشایند یا حتی نابودی «خود» است (مانند افکار خودکشی). این نیز نوعی عطش و وابستگی شدید به یک نتیجه (نبودن) است.

بنابراین، منشأ رنج صرفاً «خواستن» نیست، بلکه «نخواستن» شدید نیز بخشی از آن است.
۳. ساختار چهار حقیقت شریف مانند یک نسخه پزشکی است.

## تشخیص و درمان
یکی از جالب‌ترین تشبیه‌ها که توسط خود بودا و مفسران بعدی به کار رفته، مقایسه چهار حقیقت شریف با روش تشخیص و درمان یک پزشک است. این ساختار در متون کهن بودایی مانند **ویسودیماگا (Visuddhimagga)** نیز تبیین شده است:
۱. حقیقت اول (Dukkha):** **تشخیص بیماری.** پزشک (بودا) بیماری را شناسایی می‌کند: زندگی ذاتاً با ناخشنودی همراه است.
۲. حقیقت دوم (Samudāya):** **یافتن علت بیماری.** پزشک علت بیماری را مشخص می‌کند: این ناخشنودی از عطش و وابستگی ناشی می‌شود.
۳. حقیقت سوم (Nirodha):** **پیش‌بینی بهبودی.** پزشک اعلام می‌کند که درمان و بهبودی کامل ممکن است: امکان پایان دادن به این عطش و رسیدن به رهایی (نیروانا) وجود دارد.
۴. حقیقت چهارم (Magga):** **تجویز نسخه.** پزشک راه درمان را تجویز می‌کند: این راه، همان راه اصیل هشت‌گانه است.
این ساختار نشان می‌دهد که آیین بودا صرفاً یک فلسفه بدبینانه نیست، بلکه رویکردی عمل‌گرایانه و درمانی برای وضعیت بشر ارائه می‌دهد.
۴. حقیقت سوم (Nirodha) به معنای نابودی کامل نیست.
واژه *Nirodha* به معنای «پایان» یا «توقف» است، اما این به معنای نابودی کامل «خود» یا رسیدن به یک خلأ نیست. این یک تصور غلط رایج است.
- رهایی از علت، نه معلول:** نیروانا (Nibbāna در پالی) که نتیجه تحقق حقیقت سوم است، پایانِ *علت* رنج (یعنی عطش و جهل) است، نه پایانِ زندگی یا تجربه. فردی که به نیروانا رسیده (یک اَرهَت)، همچنان زندگی می‌کند، احساس می‌کند و با دنیا در تعامل است، اما دیگر به این تجربیات «وابسته» نیست و از آن‌ها رنج نمی‌برد.
- یک وضعیت وصف‌ناپذیر:** متون بودایی تأکید دارند که نیروانا یک مفهوم فراتر از زبان و درک عقلانی است. بودا اغلب از توصیف آن با کلمات مثبت یا منفی پرهیز می‌کرد، زیرا هر توصیفی آن را محدود می‌کند. نیروانا نه وجود است، نه عدم؛ بلکه رهایی کامل از چرخه زایش و مرگ (سمساره) است.